# القاسم بن حمود
المأمون أبو محمد القاسم بن حمود (343 هـ - 431 هـ) ثامن خلفاء الأندلس، وثاني حكام بني حمود.

## خلافته
كان القاسم وأخاه علي بن حمود من بين زعماء البربر الذين عبروا إلى الأندلس في فترة سيطرة العامريين على الخلافة، ثم لما قامت فتنة الأندلس كانوا ممن قاتل مع سليمان المستعين بالله لاستعادته عرش الخلافة، فكافأهم المستعين بالله بتولية علي بن حمود على سبتة، وأخاه القاسم على الجزيرة الخضراء وطنجة وأصيلة. ولم يمض عامين حتى نادى علي بن حمود بأحقيته في الخلافة بكتاب يوليه عهد الخليفة هشام المؤيد بالله وذلك في أواخر 406 هـ، فعبر إلى الجزيرة الخضراء بقوات من البربر، وتحالف مع قوات خيران الصقلبي حاكم ألمرية وقبائل صنهاجة بقيادة زاوي بن زيري في إلبيرة، وهزموا جيش المستعين بالله الذي قتله علي بن حمود صبرًا، وأعلن نفسه الخليفة الجديد في قصر قرطبة في 28 محرم 407 هـ.
أساء علي بن حمود معاملة معارضيه، ففر حليفه خيران الصقلبي خوفًا على نفسه إلى شرق الأندلس، وهناك وجد أميرًا أمويًا يدعى عبد الرحمن بن محمد بن عبد الملك بن عبد الرحمن الناصر لدين الله في جيّان ليكون المرشح الجديد للخلافة، فالتف حوله خيران والعامريين، ثم انضم لهم المنذر بن يحيى التجيبي والي سرقسطة والثغر الأعلى وولاة شاطبة وبلنسية وطرطوشة. أعدّ علي بن حمود جيشًا لقتالهم، إلا أنه اغتيل في قصره على يد ثلاثة من الخدم الصقالبة في 2 ذي القعدة 408 هـ. فلما علم أخوه القاسم بالخبر، قدم من إشبيلية التي كان أخاه قد ولاّه عليها إلى قرطبة، وصلى عليه، وبعث بجثته فدفنت في سبتة. سار جيش المرتضى إلى إلبيرة حيث قاتل قبائل صنهاجة حلفاء بني حمود، وفي معركة استمرت لأيام، انتهت بانتصار صنهاجة ومقتل المرتضى، ليبقى بذلك القاسم بن حمود خليفة الأندلس.
سلك القاسم منهجًا مغايرًا لمسلك أخيه مع أهل قرطبة، فعاملهم باللين وأسقط عنهم بعض المكوس. كما حاول التخلص من سيطرة البربر على الأمور، بأن اتخذ بطانة من السود، وجعل منهم وزراءه. ثم حاول استمالة خيران الصقلبي الذي عاد إلى ألمرية، ولم ينجح في ذلك. لكنه نجح في تحييد العامريين بتوليته زهير الصقلبي على جيان وقلعة رباح.
في تلك الأثناء، كان يحيى المعتلي بالله الذي كان يرى نفسه الأحق بخلافة أبيه يتحيّن الفرصة لينقلب على عمه القاسم. فعبر من ولايته في سبتة إلى ولاية أخيه إدريس في مالقة، وبدأ في جمع جيش قوي للزحف على قرطبة، ونجح في ذلك، فآثر القاسم السلامة وفرّ من قرطبة إلى إشبيلية ولايته القديمة في 23 ربيع الآخر 412 هـ، قبل وصول جيش يحيى الذي دخل قرطبة في غرة جمادى الأولى 412 هـ، لتتم بيعته كخليفة جديد. لم يلبث البربر أن خلعوا يحيى بن علي بعد نحو عام ونصف، ودعوا القاسم للعودة مجددًا للخلافة، فبويع مجددًا في 18 ذي القعدة 413 هـ. هذه المرة، حرص القاسم على استرضاء البربر الذين كانوا يلعبون الدور البارز في اختيار من يلي ومن يعزل من الخلفاء، فأطلق يدهم، فاشتد البربر في معاملة أهل قرطبة، إلى أن ثار أهل قرطبة على البربر واستعدوا لقتالهم، وخلعوا القاسم في 21 جمادى الآخرة 414 هـ، وقاتلوا القاسم والبربر باستماتة إلى أن هزموهم، وفرّ القاسم مجددًا إلى إشبيلية التي كان بها ابناه محمد والحسن، فأغلقت المدينة وعلى رأسهم قاضيهم محمد بن إسماعيل بن عباد أبوابها دونه، وطردت ولديه فلجأوا إلى بلدة شريش. لم يمض وقت طويل حتى حاصر يحيى المعتلي بالله عمه القاسم في شريش، إلى أن استسلمت المدينة، وأسر عمه وبنيه وظل سجينًا إلى أن مات خنقًا في شعبان 427 هـ.